# 伦斯勒维尔
伦斯勒维尔（英語：Rensselaerville）是位于美国纽约州奥尔巴尼县的一个镇，地处奥尔巴尼县的西南角。2010年美国人口普查时，该镇有1843人。其名称来源于美国众议员、纽约州副州长史蒂芬·范伦塞勒。